# Dzieci wśród piratów
Dzieci wśród piratów (jap. どうぶつ宝島 Dōbutsu Takarajima; ang. Animal Treasure Island) – japoński film anime wyprodukowany w 1971 roku przez Toei Animation w reżyserii Hiroshi Ikeda. Zrealizowany na podstawie powieści Roberta Louisa Stevensona Wyspa skarbów wydanego w 1884 roku.
W Polsce film był po raz pierwszy pokazywany w 1979 roku w kinach.

## Fabuła
Film anime opowiada o przygodach dwójki dzieci – Jima i Katy, które szukają na wyspie legendarnego skarbu piratów.

## Obsada (głosy)
- Minori Matsushima jako Jim
- Soko Tenchi jako Katy
- Asao Koike jako Silver
- Kosei Tomita jako Otto
- Hitoshi Takagi jako Ossan
- Nishikibito Tamura jako Spider
- Eiko Masuyama jako babcia
- Naozumi Yamamoto jako Kankan
- Joji Yanami jako hrabia
- Hidekatsu Shibata jako pierwszy żeglarz
- Kunihiko Kitagawa jako drugi żeglarz
- Isamu Tanonaka jako trzeci żeglarz
- Sachiko Chijimatsu jako Pub
- Ichirō Nagai jako przewodniczący narady piratów

## Wersja Polska
- Opracowanie wersji polskiej: Studio Opracowań Filmów w Łodzi
- Reżyseria: Maria Piotrowska

W wersji polskiej udział wzięli:
- Ewa Adamska – Jim
- Alicja Krawczykówna – Szczurek Glan
- Róża Chaberska – Kasia
- Janusz Kubicki – Baron
- Remigiusz Rogacki – Pop
- Ludwik Benoit – Otto
- Ireneusz Kaskiewicz – Kankan
- Sławomir Misiurewicz – Kapitan Silver
- Stanisław Kamiński – Spinder
- Henryk Staszewski – Bolser

i inni
Źródło: